# مجلة نويه بوست (الوظيفة الجديدة)
مجلة نويه بوست (الوظيفة الجديدة) Neue Post هي مجلة إخبارية ترفيهية أسبوعية تصدر باللغة الألمانية تُنشر في هامبورغ بألمانيا.

## تاريخ المجلة وملفها الشخصي
تأسست مجلة نويه بوست (الوظيفة الجديدة) Neue Post في عام 1948. تُعد المجلة جزءًا من مجموعة باور وتنشرها باور فيرلاغ بشكل أسبوعي. اكتسبت المجموعة حق نشر المجلة في عام 1961عندما تعاقدت مع صاحب فكرة نشرها كورت مولر فيرلاغ. يقع مقر المجلة في هامبورغ.
تُعتبر مجلة نويه بوست (الوظيفة الجديدة) Neue Post من مجللات الُلب والتي تُسمى صحافة قوس قزح في ألمانيا. تستهدف المجلة جمهورها من النساء المسنات. تُقدم المجلة أخبارًا عن المشاهير والشخصيات العامة [4] وتتضمن مقالات عن الترفيه والأزياء والنصائح المتعلقة بالصحة.

## التداول
باعت مجلة نويه بوست (الوظيفة الجديدة) Neue Post خلال الربع الثالث من عام 1992حوالي 1.848.000 نسخة. كما بلغ تداول المجلة 1,563,667 نسخة بين أكتوبر وديسمبر 1994.
وخلال الربع الأخير من عام 2000، بلغ تداول المجلة ما يقرب من 1,278012 نسخة. وفي عام 2001، أصبحت المجلة في المرتبة الثالثة عشرة ضمن المجلات النسائية الأكثر مبيعًا في جميع أنحاء العالم مع توزيع حوالي 1,278,000 نسخة. بلغ متوسط مبيعات المجلة في المجلة 994000 نسخة في عام 2003. كما بلغ تداول المجلة في الربع الأخير من عام 2006 حوالي 8810000 نسخة. بلغ تداول المجلة 738.370 نسخة في عام 2010.